# Alexas
Alexas est un noble judéen. Il est le premier ministre d'Hérode Ier le Grand, dont il a épousé la sœur Salomé I.